# Presidential Policy Directive 20
Die Presidential Policy Directive 20 oder kurz PPD-20 ist eine Direktive des US-Präsidenten Barack Obama, welche sich auf den Cyberkrieg konzentriert. Die Direktive war streng geheim und NOFORN, Abkürzung für englisch no foreign nationals, also nur US-Bürgern zugänglich. Im November 2012 berichtete die Washington Post erstmals über das im Vormonat von Barack Obama unterzeichnete Dokument. Am 7. Juni 2013 veröffentlichten die Journalisten Glenn Greenwald und Ewen MacAskill auf Grundlage der Enthüllungen Edward Snowdens den Wortlaut der Richtlinie im Guardian. Der Inhalt beschreibt, wie die USA offensiv in einem Cyberwar kämpfen wollen. So sollen auch Angriffe auf fremde Server in anderen Ländern möglich sein.